# Chasmina dianae
Chasmina dianae är en fjärilsart som beskrevs av Achille Guenée 1852. Chasmina dianae ingår i släktet Chasmina och familjen nattflyn. Inga underarter finns listade i Catalogue of Life.